# 753 (číslo)
Sedm set padesát tři je přirozené číslo. Následuje po čísle sedm set padesát dva a předchází číslu sedm set padesát čtyři. Římskými číslicemi se zapisuje DCCLIII a řeckými číslicemi ψνγ.

## Matematika
753 je:
- Deficientní číslo
- Poloprvočíslo
- Nešťastné číslo

## Astronomie
- (753) Tiflis je planetka hlavního pásu, kterou objevil v roce 1913 Grigory Neujmin

## Roky
- 753
- 753 př. n. l.